# Elastic Heart
"Elastic Heart" er en sang af Sia, udgivet for The Hunger Games: Catching Fire – Original Motion Picture Soundtrack, soundtracket til den amerikanske science-fiction eventyrfilm The Hunger Games: Catching Fire fra 2013. Det blev udgivet som digital single den 1. oktober 2013. "Elastic Heart" er produceret af de amerikanske producenter Diplo og Greg Kurstin. Den har nået pladsen som nummer 7 på den newzealandske hitliste, og har også været på hitlisterne i Storbritannien, Australien og Belgien. Selvom filmens version også er med The Weeknd, som synger andet vers, er der også en soloversion af sangen på Sias sjette studiealbum 1000 Forms of Fear.

## Hitlister
| Hitliste (2013)                      | Top position |
| ------------------------------------ | ------------ |
| Australien (ARIA)                    | 67           |
| Belgien (Ultratip Wallonien)         | 27           |
| New Zealand (RIANZ)                  | 7            |
| UK Singles (Official Charts Company) | 79           |

## Udgivelseshistorie
| Region | Dato             | Format            | Pladselskab            |
| ------ | ---------------- | ----------------- | ---------------------- |
| USA    | 1. oktober 2013  | Digital download  | RCA/Republic           |
| USA    | 22. oktober 2013 | Moderne hit radio | RCA/Republic/Lionsgate |